# Agrippa
Az Agrippa latin eredetű férfinév, valószínű jelentése: farfekvéssel született. Az ilyen nehéz szülést átvészelt gyermekeknek szerencsés, boldog életet jósoltak. Női változata: Agrippina. Az Agrippa név nem anyakönyvezhető.

## Névnapok
- május 27.
- május 28.
- augusztus 28.

## Híres Agrippák
- Agrippa Menenius Lanatus, több római államférfi neve

- Marcus Vipsanius Agrippa (i. e. 63 – 12), római államférfi
- Agrippa Postumus, (i. e. 12 – i. sz. 14), Augustus római császár unokája
- Agrippa 1. századi görög csillagász
- Heródes Agrippa, a római Júdea királyai
- Szkeptikus Agrippa 1. századi szkeptikus filozófus
- Agrippa Castor, 2. századi ókeresztény író
- Agrippa von Nettesheim, 15–16. századi okkult német író, alkimista, csillagász

## További keresztnevek
- Magyar névnapok listája dátum szerint
- Magyar névnapok listája betűrendben